# Динамо (Павловск)
Дина́мо — исторический район города Павловска (Пушкинский район Санкт-Петербурга). Находится на берегу реки Славянки в 6 километрах к югу от Павловского вокзала.

## История

### ВИнгерманландии
История посёлка уходит корнями в эпоху шведского владычества. Существует мнение, что тогда на месте посёлка существовало впоследствии сожженное Апраксиным деревянное поселение Карлберг. Мыза была построена в 1632 году шведским дворянином королевской крови Карлом Юлленъельмом. Карлберг был центром уезда.
Дом был полутораэтажным (включая высокий цоколь без окон — возможно, сделанный таким в целях обороны), с главным фасадом, завершенным крутым щипцом, с подобными же щипцами на торцах. Кровлю венчали две дымовые трубы и три флюгера. В трехстах метрах к северо-востоку от господского дома, также на краю речного обрыва, располагалась кирха-базилика с высокой колокольней. После завоевания Ингерманландии Петром I мыза была пожалована Екатерине I, а усадьба получила название Озинская мыза.

### Графская Славянка
Екатерина I в 1727 году пожаловала своему брату Карлу Самуиловичу Скавронскому графский титул и передала ему мызу, которая стала называться Графской Славянкой. После смерти графа Карла мыза перешла во владение его сыну Мартыну Карловичу Скавронскому. Иногда говорится, что Мозинская мыза входила в состав Славянской мызы, которые названы отдельно в числе шести мыз, пожалованных Екатерине I. Путаница возникает оттого, что в документах Скавронским было передано сразу три мызы: Мозинская, Славянская и Кононовская (однако существует самостоятельный топоним Мозино). Кроме того, Мозинская мыза упоминается отдельно от Графской Славянки. В 1748 году при усадьбе была возведена православная церковь св. Екатерины. Существовавшая здесь ранее лютеранская кирха Венйоки была перенесена на север.
В 1776 году усадьба переходит в наследство Павлу Мартыновичу Скавронскому, последнему представителю рода. Фактически усадьбой управляла жена Павла Екатерина урожденная Энгельгардт. Оставшись вдовой в 1794 году, Екатерина снова вышла замуж за итальянского графа Джулио Литта, который выстроил настоящий замок c залами, декорированными рыцарскими доспехами, щитами и мечами. Затем усадьбу в 1829 год унаследовала графиня Юлия Павловна Самойлова (Скавронская). В 1830 году графиня Самойлова обращается с просьбой к А. П. Брюллову
В качестве друга Вашего брата я решаюсь писать Вам и просить Вас быть архитектором дачи, которую я собираюсь строить в моём имении в Славянке, близ Петербурга
В 1831 году особняк был перестроен. Частично были использованы стены и фундамент ранее находившегося здесь здания. Центральный Большой зал делил дом на две половины и через лоджию соединяется с садом. С противоположной стороны к нему примыкает вестибюль. По обе стороны от зала располагались гостиные, столовая с буфетной и бильярдная, отделявшие его от личных покоев — спальни, будуара, кабинета и библиотеки. Верхний этаж отведён под спальни двух приёмных дочерей. Главный фасад со стороны дороги завершался портиком ионического ордера. Парадную лестницу главного подъезда украшали скульптурные изображения львов. Возле дворца был разбит парк и построен деревянный театр. В усадьбе устраивали свои собрания масоны.

### Царская Славянка
После того как усадьбу в 1847 году купил Николай I село стало известно как Царская Славянка. В 1897 году здесь учреждается детский приют. Царская Славянка становится окраиной села Покровское и нередко смешивается с ним.

### Красная Славянка
17 октября 1919 года Северо-Западная армия Юденича подошла к Царской Славянке и выбила «красных» из посёлка. 26 октября 1919 года Красная армия заняла Царскую Славянку. После революции Царская Славянка стала называться Красной Славянкой. В довоенное время на даче Самойловой располагался Дом отдыха ленинградских учёных. В сентябре 1941 года посёлок Красная Славянка был захвачен немецкими войсками, а в усадьбе расквартирован штаб испанской Голубой дивизии. В ходе боёв по освобождению усадьба была разрушена советской авиацией и артиллерией 18 июля 1943 года.

### Наши дни
На месте служебного и хозяйственного дворов, теплично-оранжерейного участка, огородов, ягодника и фруктового сада выстроили корпуса фабрики спортивных изделий «Динамо». В 1960 году посредством отделения от Красной Славянки был образован посёлок Динамо. Ныне Красной Славянкой называется унитарное предприятие, зарегистрированное в деревне Антелево.
После 1972 года Динамо утратило статус посёлка и вошло в состав Павловска.
Летом 1987 года на территории развалин дворца графини Самойловой производились съемки фильма «Игра с неизвестным» (режиссер Пётр Солдатенков), в котором снимался Юрий Шевчук, а также массовка, состоящая из жителей посёлка Динамо.
В 2012 году дача Самойловой продана частному лицу для реставрации под гостиницу. К 2016 году дом был отреставрирован.

## Достопримечательности
- Дача Ю. П. Самойловой, пруд при даче и парк, спускающийся к реке Славянке.
- Екатерининская церковь с Покровским кладбищем[14].
- Кирха Марии Магдалины на Горной улице (не действует)

## Фото
| - Карл Юлленъельм. 1664 г. | - Пруд при даче Самойловой. 2013 г. | - Вид дачи Ю. П. Самойловой. 2017 г. |